# Frisco (Texas)
Frisco es una ciudad ubicada en los condados de Collin y Denton en el estado estadounidense de Texas, y un suburbio próspero y de rápido desarrollo de Dallas. En el Censo de 2010 tenía una población de 116.989 habitantes y una densidad poblacional de 724,11 personas por km². Frisco ha sido y continúa siendo una de las ciudades de crecimiento más rápido en los Estados Unidos. A finales de los años 1990 el desarrollo del norte de Dallas llegó a Plano y Frisco, provocando un crecimiento explosivo durante los años 2000. Como muchas de las ciudades al norte de Dallas, Frisco sirve como ciudad dormitorio para muchos de los profesionales que trabajan en el Dallas/Fort Worth Metroplex. Un estudio de 2007 de Forbes nombró a Frisco como el séptimo suburbio con  mayor crecimiento en los Estados Unidos.

## Historia
Cuando el área de Dallas estaba siendo establecida por inmigrantes europeos, la mayoría de los pioneros viajaban en tren a través del antiguo Texas Road. Este sistema también era usado para ganaderos que se dirigían al norte desde Austin. Este camino se convirtió en el Preston Trail y más tarde en el Preston Road. Con toda esta actividad alrededor, la comunidad de Lebanon fue fundada a lado del camino y obtuvo una oficina postal en 1860. En 1902, una línea del St. Louis-San Francisco Railway estaba siendo construida en el área y se necesitaba pozos de agua a lado de las líneas para los motores de vapor. El pueblo de Lebanon se encontraba en el risco Preston, por lo que se ubicaron los pozos 6 km al oeste en terrenos más bajos. Una comunidad creció alrededor de esta parada de tren. Los residentes de Lebanon movieron sus viviendas a la nueva comunidad utilizando troncos. Originalmente, el nuevo pueblo fue llamado Emerson, pero el nombre fue rechazado por el Servicio Postal de los Estados Unidos por ser similar al de otro pueblo en Texas. En 1904, los residentes nombraron el pueblo Frisco City en honor del St. Louis-San Francisco Railway y más tarde fue recortado a su forma actual.

## Geografía
Frisco se encuentra ubicada en las coordenadas 33°9′4″N 96°49′9″O / 33.15111, -96.81917. Según la Oficina del Censo de los Estados Unidos, Frisco tiene una superficie total de 161.56 km², de la cual 160.07 km² corresponden a tierra firme y (0.92%) 1.49 km² es agua.

## Demografía
Según el censo de 2010, había 116.989 personas residiendo en Frisco. La densidad de población era de 724,11 hab./km². De los 116.989 habitantes, Frisco estaba compuesto por el 74.97% blancos, el 8.09% eran afroamericanos, el 0.5% eran amerindios, el 9.97% eran asiáticos, el 0.04% eran isleños del Pacífico, el 3.29% eran de otras razas y el 3.14% pertenecían a dos o más razas. Del total de la población el 12.1% eran hispanos o latinos de cualquier raza.
En el censo de 2000 se contaron 12.065 hogares, de los cuales 46,7% tenían niños menores de 18 años, 71,3% eran parejas casadas viviendo juntos, 6,3% tenían una mujer como cabeza del hogar sin marido presente y 20,0% eran hogares no familiares. 15,6% de los hogares eran un solo miembro y 1,7% tenían alguien mayor de 65 años viviendo solo. La cantidad de miembros promedio por hogar era de 2,78 y el tamaño promedio de familia era de 3,13.
En la ciudad la población está distribuida en 30,7% menores de 18 años, 5,3% entre 18 y 24, 45,9% entre 25 y 44, 14,5% entre 45 y 64 y 3,6% tenían 65 o más años. La edad media fue 31 años. Por cada 100 mujeres había 98,2 varones. Por cada 100 mujeres mayores de 18 años había 96,2 varones.
El ingreso medio para un hogar en la ciudad fue de $95.591 y el ingreso medio para una familia $103.306. Los hombres tuvieron un ingreso promedio de $58.620 contra $37.440 de las mujeres. El ingreso per cápita de la ciudad fue de $34,089. Cerca de 2,2% de las familias y 3,4% de la población estaban por debajo de la línea de pobreza, 3,0% de los cuales eran menores de 18 años y 3,9% mayores de 65.

## Política
Frisco es gobernada bajo el sistema de Home Rule. Los habitantes de la ciudad adoptaron el sistema en 1987. En mayo de 2002, se decidió revisar el sistema y se aprobaron 19 propuestas.
La forma de gobierno adoptada por Frisco es el concejo municipal, el cual consiste de un alcalde, seis miembros del Concejo de la Ciudad y un Administrador de la Ciudad. Entre los deberes de los miembros del Concejo está redactar leyes locales, aprobar presupuestos, determinar políticas y designar el Administrador de la Ciudad y el Secretario de la Ciudad.
El alcalde de la ciudad es Mike Simpson. Los miembros del Concejo son Jim Joyner, Joy West, Jeff Cheney, Tony Felker, Matt Lafata y David Prince.

## Economía

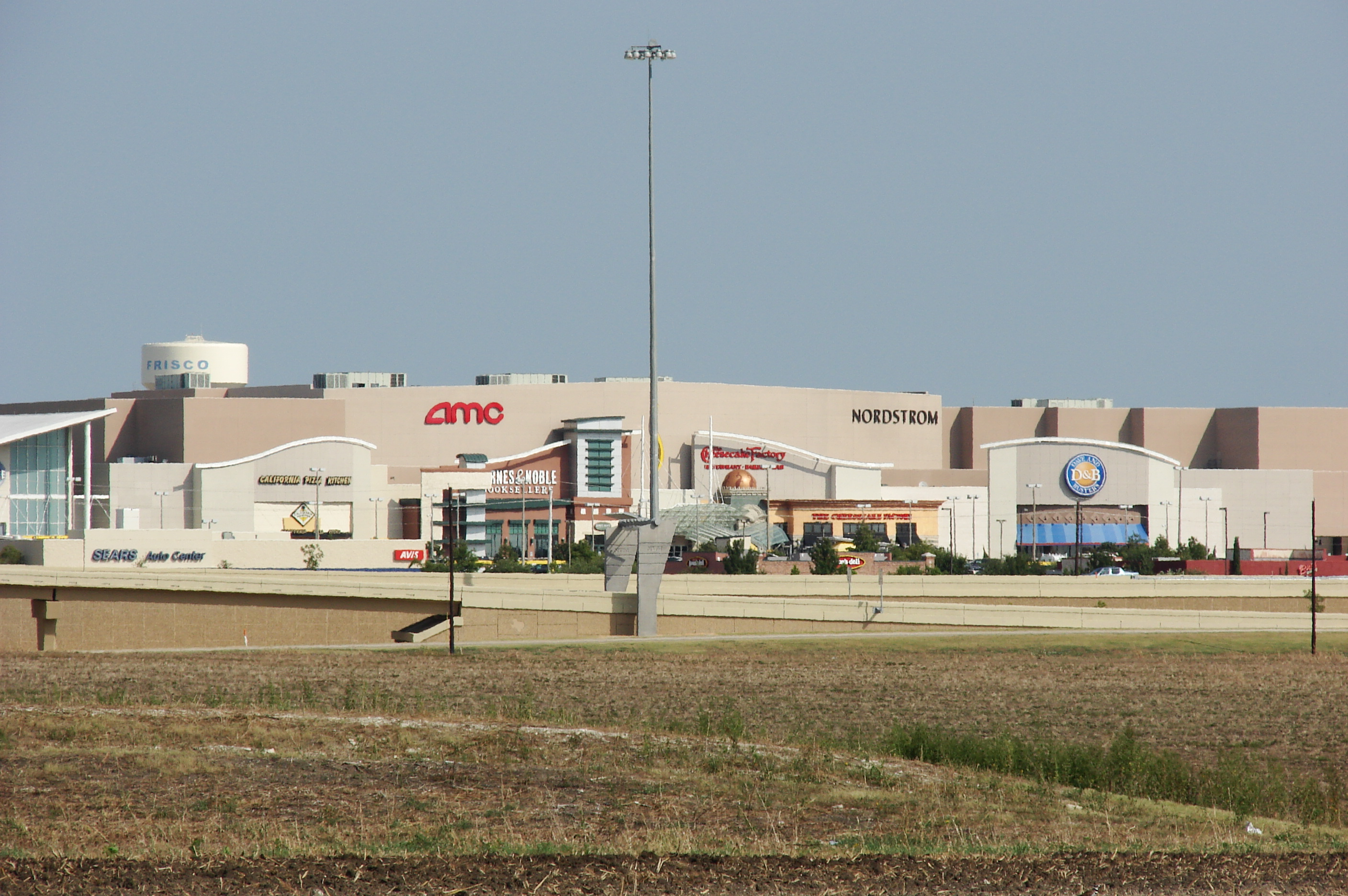
Stonebriar Centre.

Al igual que la mayoría de los suburbios de Dallas, Frisco ha acumulado un gran número de comercios, tales como el Stonebriar Centre (inaugurado en agosto de 2000), un centro comercial de 165 tiendas, y una tienda IKEA (de 28 000 m²). Otros tiendas menoristas y restaurantes ha sido abiertos en Preston Line, el cual es una de las mayores rutas en la ciudad.
Frisco tomó un camino diferente al de muchas de las ciudades vecinas y decidió usar parte de los impuestos de venta para crear la Frisco Economic Development Corporation (FEDC, Corporación de Desarrollo Económico de Frisco). La efectividad de FEDC, cuyo principal propósito es relocalizar los impuestos en propuestas comerciales, es un tema de debate público.

## Educación

### Primaria y secundaria
Casi todo Frisco es parte del Distrito Escolar Independiente de Frisco (FISD, Frisco Independent School District). Algunas partes de la ciudad están dentro de Distrito Escolar Independiente de Lewisville, Distrito Escolar Independiente de Little Elm y Distrito Escolar Independiente de Prosper.

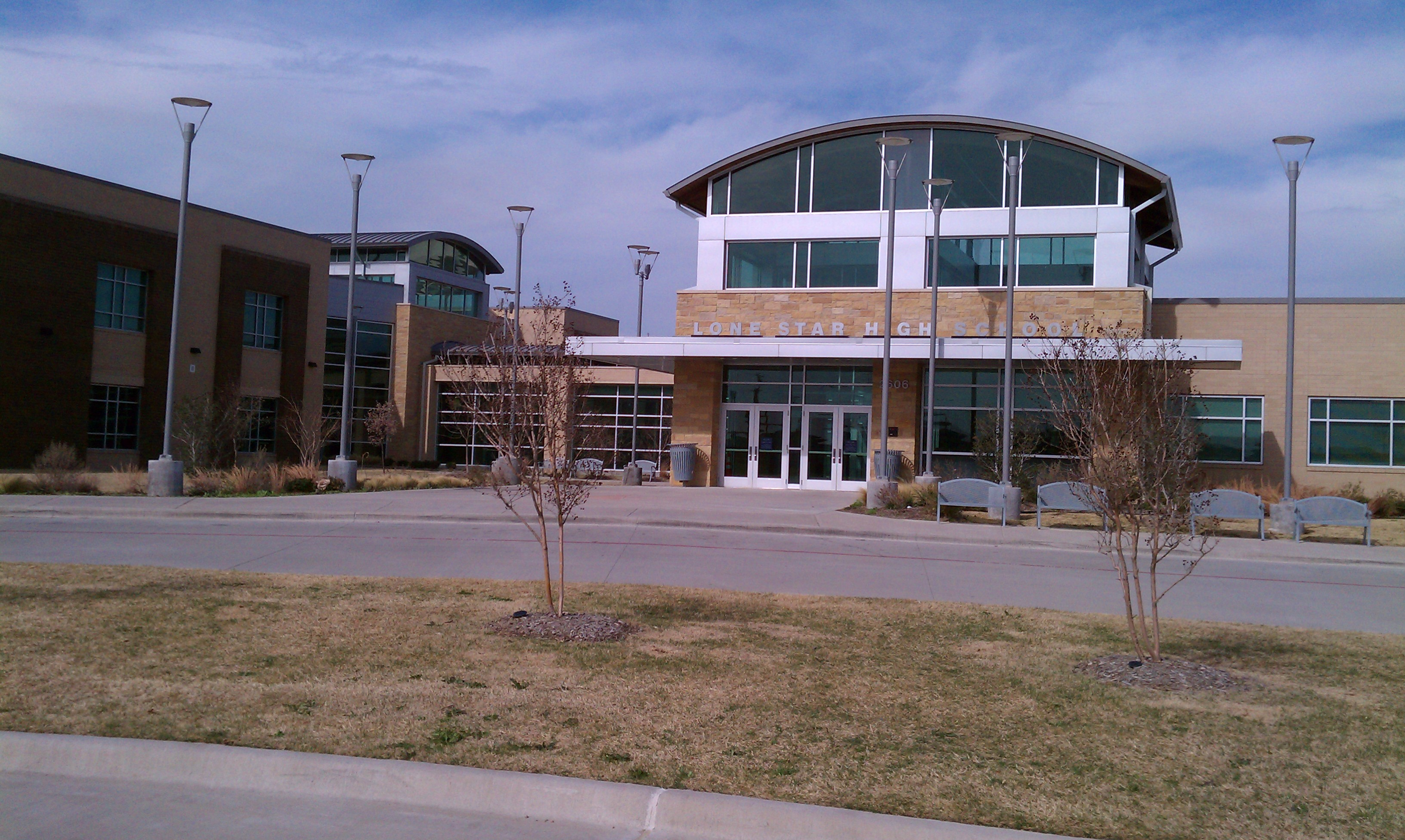
Lone Star High School.

FISD tiene siete escuelas secundarias: Frisco Centennial High School, Frisco High School, Frisco Liberty High School, Wakeland High School, Heritage High School, Lone Star High School y Independence High School.

### Educación superior
El campus Preston Ridge del Collin County Community College District abrió en Frisco en agosto de 1995. La Dallas Baptist University (Universidad Baptista de Dallas) abrió un centro académico regional en Frisco en enero de 2006.

## Deportes

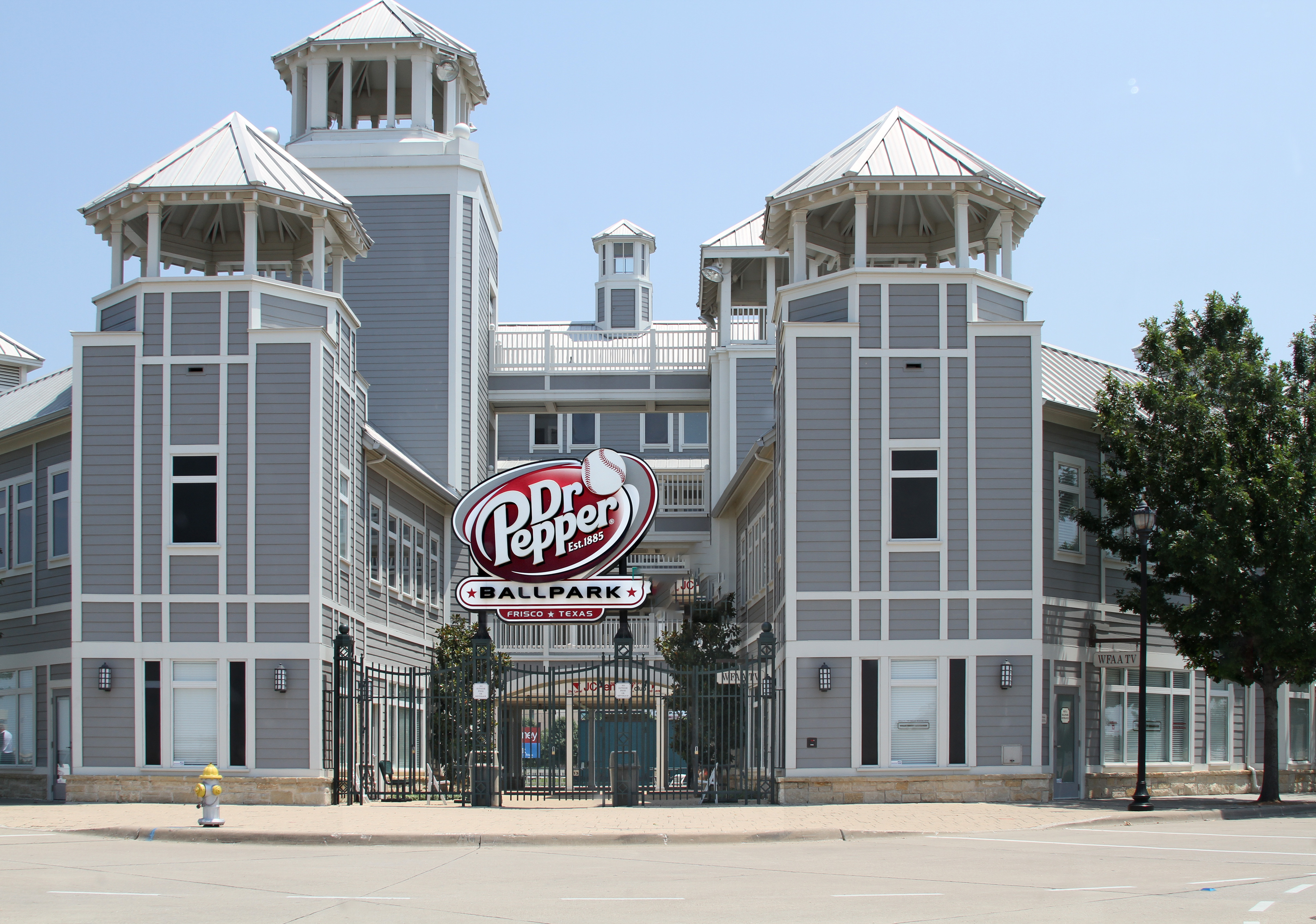
Dr Pepper Ball Park.

| Club               | Liga                               | Estadio            | Fundado | Títulos |
| ------------------ | ---------------------------------- | ------------------ | ------- | ------- |
| Frisco RoughRiders | TL, Béisbol                        | Dr Pepper Ballpark | 1971    | 1       |
| Texas Tornado      | NAHL, hockey sobre hielo           | Deja Blue Arena    | 1999    | 4       |
| Frisco Thunder     | IFL, fútbol americano              | Deja Blue Arena    | 2006    | 0       |
| FC Dallas          | MLS, fútbol                        | Pizza Hut Park     | 1996    | 0       |
| Texas Legends      | NBA Development League, baloncesto |                    | 2010    | 0       |